# Islamska zajednica u Bosni i Hercegovini
Islamska zajednica u Bosni i Hercegovini (IZBiH) je krovna vjerska organizacija muslimana u Bosni i Hercegovini, Hrvatskoj, Sandžaku, ↓1 Sloveniji i Srbiji, ↓2 muslimana Bošnjaka izvan domovinskih zemalja i drugih muslimana koji je prihvaćaju kao svoju. 
Duhovno vodstvo muslimana u Bosni i Hercegovini zove se Rijaset, a poglavar Islamske zajednice reis-ul-ulema. Trenutni reis-ul-ulema je Husein ef. Kavazović koji je na ovoj dužnosti od 2012. godine. 
Suverenitet duhovne zajednice sa središtem u Sarajevu donekle priznaju i muslimanske zajednice u Crnoj Gori i Mađarskoj. Organizacija  muslimana Mađarske je, kao krovna zajednica muslimana u toj državi, u više navrata pozvala reisu-l-ulemu, da bude vjerski poglavar muslimana i u Mađarskoj, dok Islamska zajednica u Crnoj Gori posjeduje mešihat, ali ne rijaset i  reis-ul-ulemu. Pored toga, ova organizacija koristi institucionalnu, kadrovsku i drugu pomoć Islamske zajednice u Bosni i Hercegovini.
Sjedište Islamske zajednice u Bosni i Hercegovini nalazi se u Sarajevu.

## Povijest
Sve do dolaska Austro-Ugarske u Bosnu i Hercegovinu 1878. godine, nije se postavljalo pitanje pravnog položaja ili organiziranja posebne ustanove koja bi se brinula o vjerskim pitanjima muslimana. Do tada se Bosna i Hercegovina nalazila u okviru Osmanskog Carstva, u kojem se organizacijsko jedinstvo muslimana ogledalo u privrženosti islamskim propisima, a to jedinstvo muslimana simbolizirano je kroz instituciju kalifa kao duhovnog stožera muslimana. Vjerske poslove u ime kalifa obavljali su dekretirane muftije, šerijatski suci, muderisi i imami. U Osmanskom razdoblju vjerski stalež smatran je dijelom državne administracije kojem su bili povjereni različiti poslovi u upravi, lokalnoj administraciji i vjerskim poslovima. Pravosudne poslove i suđenje obavljali su šerijatski suci koji su bile dio vladajućeg aparata i plaćala ih je država. Također, imamsko-hatibski poslovi, osobito džuma-namazi, zatim obrazovni sustav, kao što su vjerske škole (medrese), bili su dio brige državne uprave.       
Dolaskom Austro-Ugarske u Bosnu i Hercegovnu stoljećima ustaljeni oblici organiziranja vjerskih poslova se raspadaju, a islam više nije državna religija koju država pomaže kao što je to bio slučaj u vrijeme osmanske uprave. Također, ulema i vjerski kadar gubi ulogu i značaj koji je nekada imao u državi i suočava se s novim do tada nepoznatim pitanjima i problemima. Austro-Ugarska sustavno nastoji potpuno odvojiti muslimane u Bosni i Hercegovini od Istanbula kao njihove duhovne matice.

### Imenovanje reis-ul-uleme
U početnom razdoblju šejh-ul-islam u Istanbulu, kao vrhovni vjerski autoritet u Osmanskom Carstvu, odbijao je dati svoju suglasnost za uspostavu samostalne Islamske zajednice u Bosni i Hercegovini koja će na sebe preuzeti svu odgovornost za organizaciju vjerskog života, osnivanje potrebnih organa i ustanova, postavljanje i izbor čelnih ljudi, vjerskih službenika i svih ostalih poslova. Međutim, 1882. godine šejh-ul-islam imenovao je sarajevskog muftiju Mustafu Hilmi ef. Hadžiomerovića za bosanskog muftiju i ujedno ga je ovlastio da može imenovati niže vjerske službenike i šerijatske suce. Zbog ovoga Austro-Ugarska je carskim dekretom od 17. listopada 1882. godine postavila Mustafu Hilmi ef. Hadžiomerovića za bosanskog muftiju i proglasila ga prvim reis-ul-ulemom u Bosni i Hercegovini i ova godina se uzima godinom utemeljenja samostalne Islamske zajednice u Bosni i Hercegovini. Istodobno su imenovana i četverica članova Ulema-medžlisa (današnji Rijaset), kao vrhovnog tijela za vjerska pitanja, a također je utemeljena Zemaljska vakufska komisija koja je bila zadužena za vakufske i mearifske poslove muslimana u Bosni i Hercegovini.
Izdavanjem menšure reis-ul-ulemi Hilmi ef. Hadžiomeroviću s ovlastima vrhovnog bosanskog muftije smatra se prenošenjem stvarnog legitimiteta i ovlasti o pitanjima cjelokupne organizacije vjerskih pitanja i poslova na bosanskog reis-ul-ulemu koje je proveo šejh-ul-islam u Istanbulu kao vrhovni vjerski autoritet kojim je nastavljen duhovni kontinuitet uređivanja vjerskih poslova reis-ul-uleme i izabranih predstavnika u Bosni i Hercegovini.
Menšura je ovlaštenje reis-ul-ulemi za vršenje vjerskih poslova i pravo da daje ovlaštenja drugim osobama. Do 1930. menšure su izdavane u Istanbulu, a od 1930. godine menšure, na temelju Ustava Islamske zajednice, izdaju se u Bosni i Hercegovini.

### Autonomija
Muslimanima u Bosni i Hercegovini posebno je smetalo miješanje Austrije u njihove vjerske poslove zbog čega je došlo do utemeljenja Pokreta za vjersku i prosvjetnu autonomiju muslimana u Bosni i Hercegovini na čelu s mostarskim muftijom Fehmi ef. Džabićem. Ovaj pokret je tražio autonomiju i samostalnost bosanskih muslimana u organiziranju svojih vjerskih poslova i u upravljanju vakufskim dobrima i islamskim obrazovanju. Pokret koji je nastao u mjesecu svibnju 1899. godine predstavljao je prvi organizirani pokret muslimana i borbu za svoja kulturna i politička prava i vjersku i vakufsko-mearifsku autonomiju koji je nakon desetogodišnje borbe okončan 15. travnja 1909. donošenjem Štatuta za autonomnu upravu islamskih vjerskih i vakufsko-mearifskih poslova u Bosni i Hercegovini. Austro-Ugarskim izdavanjem ovog štatuta prihvaćena je većina zahtjeva muslimana i konačno priznata autonomija uređivanja i organizacije islamskih pitanja i vakufsko-mearifskih poslova u Bosni i Hercegovini.
Po autonomnom statutu sredinom 1910. inauguriran je treći po redu, a prvi birani reis-ul-ulema hfz. Sulejman ef. Šarac. No, njega je Zemaljska vlada već 1912. godine prisilila na ostavku, pa je jednoglasnom odlukom Hodžinske kurije za novog reis-ul-ulemu izabran mesnevihân Mehmed Džemaluddin ef. Čaušević, čiji je izbor carskim dekretom potvrđen 27. listopada 1913. godine. On je bio i posljednji reis koji je izabran na temelju autonomnog statuta i prvi reis-ul-ulema u Kraljevini Jugoslaviji. Međutim, neće djelovati na području cijele Jugoslavije, nego samo na područjima koji su ušli raspadom austro-ugarske u novu državu. Njegov nasljednik će djelovati na području cijele države tek stvaranjem jedne jedinstvene Islamske zajednice na području Kraljevine.  
Poslije Prvog svjetskog rata u Kraljevinu Srba, Hrvata i Slovenaca muslimani su ušli s tri odvojene vjerske zajednice: u Bosni i Hercegovini, Hrvatskoj i Sloveniji s reis-ul-ulemom na čelu sa sjedištem u Sarajevu, u Srbiji (Sandžaku, Sjevernoj Makedoniji i Kosovu) na čelu s muftijom čije je sjedište premješteno iz Niša u Beograd i u Crnoj Gori na čelu s muftijom sa sjedištem u Baru. 
U Kraljevstvu Srba, Hrvata i Slovenaca u području vjerskog života nastavljeno je organizacijsko sređivanje i prilagođavanje novim prilikama. Postojali su brojni problemi posebno u vjerskoprosvjetnom i vakufsko-mearifskom području. Bio je veliki broj medresa i mekteba čiji su nastavni programi i metode predavanja bili zastarjeli. Islamska zajednica postala je jedinstvena i jedina vjerska organizacija muslimana u tadašnjoj jugoslavenskoj državi, pred kojom su bila postavljena mnoga pitanja i problemi koje je trebalo hitno riješiti. U vezi s tim vršene su mnoge reorganizacije i reforme u osnovnim i srednjim vjerskim školama i mektebima.
Da bi se otklonile razlike u pogledu državnog upravljanja i nadzora 12. rujna 1919. donesena je Privremena uredba o upravi vakufa u Kraljevini SHS, koja 28. veljače 1922. zamijenjena zakonom. Muslimani u Srbiji (Sjevernoj Makedoniji, Sandžaku, Kosovu) i Crnoj Gori od tada su činili jednu vjersku zajednicu pod upravom vrhovnog muftije u Beogradu. Muslimani u Bosni i Hercegovini, Hrvatskoj i Sloveniji su i dalje živjeli u Islamskoj zajednici na čelu s reis-ul-ulemom i sjedištem u Sarajevu. Prema navedenoj uredbi i zakonu o upravi vakufa nadzor nad vakufima i upravu Središnjeg vakufskog fonda za teritoriju Srbije (Sjeverne Makedonije, Sandžaka, Kosova) i Crne Gore vodilo je Ministarstvo vjera, a uprava vakufa u Bosni i Hercegovini i dalje je ostavljena u nadležnost vakufsko-mearifetskih organa koji su tamo prije postojali.
U posebno teškom položaju Islamska zajednica u Bosni i Hercegovini našla se nakon ukidanja Štatuta za autonomnu upravu islamskih vjerskih i vakufsko-mearifskih poslova u Bosni i Hercegovini. Naime, na prijedlog resornog ministra pravde i uz suglasnost Ministarskog vijeća donijelo je zakon kojim je osnivana jedinstvena Islamska zajednica u Kraljevini Jugoslaviji. Prema tom zakonu, kralj je postavljao: reis-ul-ulemu, članove Ulema-medžlisa i muftije. Protiv ovog ukaza ustao je tadašnji reis-ul-ulema Mehmed Džemaluddin ef. Čaušević, koji je u znak protesta podnio ostavku na dužnost reis-ul-uleme. Svoj prosvjed je opravdao time što je kralj ukazom narušio autonomiji Islamske zajednice u Jugoslaviji. Reis-ul-ulema Čaušević se također suprostavljao i prebacivanju sjedišta Rijaseta iz Sarajeva u Beograd. 
Za novog reis-ul-ulemu, a prvog reis-ul-ulemu jedinstvene Islamske zajednice u Kraljevini Jugoslaviji, postavljen je kraljevskim ukazom 1930. godine muftija hfz. Ibrahim ef. Maglajlić. U vrijeme postavljanja Ibrahima ef. Maglajlića za reis-ul-ulemu bila je već ukinut ured šejh-ul-islama u Istanbulu i institucija kalifa, tijekom reforma koje je 1924. godine proveo Mustafa Kemal Atatürk u Turskoj, zbog čega je po prvi put menšuru novoizabranom reis-ul-ulemi dodijelilo posebno domaće tijelo. Menšuru su mu predali članovi Ulema-medžlisa iz Sarajeva i Skoplja. Sjedište Vrhovnog islamskog starješinstva i sjedište reis-ul-uleme po prvi put je izmješteno iz Sarajeva i prebačeno u Beograd. Menšura je predana u Bajrakli džamiji u Beogradu uz nazočnost kralja.
Raspadom Šestosiječanske diktature Jugoslavenska muslimanska organizacija na čelu s Mehmedom Spahom 1935. godine kao uvjet ulaska u Stojadinovićevu koalicijsku vladu tražila je reviziju zakonodavstva Islamske zajednice i vraćanje sjedišta reis-ul-uleme iz Beograda u Sarajevo. Reis-ul-ulema Maglajlić je umirovljen 1936. godine, do donošenja novog Ustava Islamske zajednice vrhovni vjerski poslovi povjereni su Naibskom vijeću s profesorom Salihom Safvetom ef. Bašićem na čelu. 
Ustavom iz 1936. ukinuta su muftijstva, zatim dvojstvo u organizaciji Islamske zajednice, s dva ulema-medžlisa i dva vakufsko-mearifska vijeća i dvije vakufske direkcije. Umjesto toga, Ustav je propisao utemeljenje jednog Ulema-medžlisa neposredno uz reis-ul-ulemu i jedinstvene Direkcije vakufa za cijelu državu, te je općenito ojačao ulogu laičkog čimbenika u upravi i poslovima Islamske zajednice. Tijekom 1937. održani su izbori za Vakufski sabor i članove Izbornog tijela za izbor reis-ul-uleme. Ovo se izborno tijelo sastalo 20. travnja 1937. i prema Ustavu izabralo trojicu kandidata za reis-ul-ulemu: Fehima ef. Spahu, predsjednika Vrhovnog šerijatskog suda u Sarajevu, Ahmeda ef. Bureka, muderisa Gazi Husrev-begove medrese, i Muhammeda ef. Tufu, profesora Više islamske šerijatsko-teološke škole. Na osnovi ovog prijedloga, kraljevski su namjesnici ukazom od 26. travnja 1938. imenovali Fehima ef. Spahu za reis-ul-ulemu Kraljevine Jugoslavije. Dužnost reis-ul-uleme Fehim ef. Spaho primio je 6. svibnja od prvog naiba Saliha Safveta ef. Bašića, a svečano ustoličenje i predaja menšure obavljeni su u Carevoj džamiji u Sarajevu 9. lipnja 1938. godine. Samo četiri godine kasnije Spaho umire, a većina se u Islamskoj zajednici odlučno oduprire svakovrsnim pritiscima da se u složenim ratnim uvjetima bira novi reis-ul-ulema. U tim prilikama poslovi Islamske zajednice ponovo su povjereni Salihu Safvetu ef. Bašiću kao vršitelju dužnosti reis-ul-uleme.
Nakon Drugog svjetskog rata Islamska zajednica je bila kadrovski potpuno uništena. Njeni službenici u ratu su nastradali ili nestali, ili pak poslije rata pozatvarani ili prešli u sigurnije državne službe. Vakufska imovina beskrupulozno je nacionalizirana, mektebi i medrese zatvoreni. Ostala je raditi jedino Gazi Husrev-begova medresa. U rujnu 1947. godine, nakon donošenja novog Ustava, izabran je na mjesto reis-ul-uleme Ibrahim ef. Fejić.
Islamsku zajednicu u SFR Jugoslaviji su sačinjavale četiri jedinice, tzv. Saborska područja. To su: područja Sabora Bosne i Hercegovine, Hrvatske i Slovenije sa sjedištem u Sarajevu, Sabor Islamske zajednice za Srbiju s pokrajinama: Kosovom i Vojvodinom, sa sjedištem u Prištini, Sabor Islamske zajednice za Sjevernu Makedoniju, sa sjedištem u Skoplju i Sabor Islamske zajednice za Crnu Goru, sa sjedištem u Podgorici. Ustavom Islamske zajednice u SFR Jugoslaviji, koji je usvojio Vrhovni Sabor 1990. godine u Sarajevu, pored saborsko-mešihatskih područja u Sarajevu, Prištini, Skoplju i Podgorici osnovan je novi Sabor, odnosno Mešihat u Zagrebu, za područje Hrvatske i Slovenije. Po odredbama tog Ustava, Mešihatima je vraćena data veća samostalnost, a nadležnost izbora predsjednika Mešihata prenesena je na republičke Sabore. Ovim Ustavom su preinačeni nazivi izvršnih organa Sabora: umjesto Vrhovnog islamskog starješinstva - Rijaset, a po republikama – Mešihati Islamske zajednice.
Islamska zajednica je pored raznih pritisaka i nepovoljnih uvjeta za rad pod komunističkom vlašću uspjela konsolidirati svoje redove, osigurati nastavak svoga rada, otvoriti Fakultet islamskih znanosti u Sarajevu, pokrenuti više časopisa i listova, prevesti relevantnu islamsku literaturu na hrvatski jezik, te odškolovati kvalitetan kadar.

### Obnova
Raspadanjem SFR Jugoslavije i agresijom na Bosnu i Hercegovinu došlo je do paralizacije rada Islamske zajednice, koja je predstavljala jedinstvenu vjersku organizaciju muslimana u Jugoslaviji. Nametnulo se pitanje reorganizacije Islamske zajednice u Jugoslaviji, a zbog proglašavanja neovisnosti bivših jugoslavenskih republika išlo se ka osnivanju novih islamskih zajednica, čime su uslijedile veoma korjenite unutrašnje promjene u dotadašnjem ustrojstvu Islamske zajednice u Jugoslaviji koje su, uglavnom, bile nametnute agresijom na Bosnu i Hercegovini. U takvim prilikama 28. travnja 1993. godine održana je sjednica Obnoviteljskog sabora Islamske zajednice u Sarajevu na kojoj je donesena Ustavna odluka kao privremeni ustavnopravni dokument kojim se uspostavlja kontinuitet i prekinuta autonomija Islamske zajednice u Bosni i Hercegovini i kojom se definira i uređuje njena nova organizacija i djelovanje. U skladu s Ustavnom odlukom na ovom zasjedanju izabran je za vršioca dužnosti reis-ul-uleme Mustafa ef. Cerić. Ovom je odlukom izvan snage stavljen jugoslavenski zakon o Islamskoj zajednici iz 1930. i vraćena njena autonomnost koja je temeljena na Štatutu iz 1909. godine.

## Organizacija
Na čelu Islamske zajednice u Bosni i Hercegovini je reis-ul-ulema. Najviši organi Islamske zajednice su: Sabor, Ustavni sud, Reis-ul-ulema, Vijeće muftija i Rijaset. 
Rijaset Islamske zajednice u Bosni i Hercegovini najviši je izvršni organ za vjerske, obrazovne, ekonomske, financijske, pravne, administrativne i druge poslove Islamske zajednice u Bosni i Hercegovini. Rijaset se organizira kroz uprave kao stručne, administrativno-upravne cjeline na čijem čelu se nalaze direktori uprava i druge organizacijske jedinice na čijem se čelu nalaze rukovoditelji organizacijskih jedinica. Reis-ul-ulema je predsjednik Rijaseta.
Sabor Islamske zajednice u Bosni i Hercegovini najviše je predstavničko tijelo Islamske zajednice. Sabor ima 87 sabornika koji se biraju tajnim glasovanjem u 18 izbornih okruga. Najviše, 13 sabornika dolazi iz Muftijstva sarajevskog, 10 iz Tuzlanskog, po sedam iz Bihaćkog, Banjalučkog, Goraždanskog, Mostarskog, Travničkog i Zeničkog, iz Srbije (i Sandžaka) i Hrvatske po pet, iz Slovenije tri, Njemačka i Sjeverne Amerike po dva, te po jedan iz Australije, Austrije, kao i jedan za Švicarsku i Francusku, zatim jedan za Švedsku, Norvešku, Dansku i Finsku te jedan za Benelux, Veliku Britaniju i Irsku. Sabornike bira posebno tijelo koje čine po dvojica delegata iz svakog džemata, najniže administrativne jedinice koju čini najmanje 200 vjernika. Delegate opet bira skupština džemata, odnosno svi njegovi vjernici. Nakon što se izaberu novi članovi Sabora, oni na konstituirajućoj sjednici biraju predsjednika, potpredsjednike i sekretara Sabora. Za same izbore osniva se i posebna Izborna komisija koja može odbiti nečiju kandidaturu. Pravo da bude izabran ima svaki član Islamske zajednice u BiH koji je navršio osamnaest godina koji je član najmanje tri godine prije izbora i koji izvršava svoje obveze u džematu, a ne samo imami.
Kada je u pitanju izbor vrhovnog poglavara Islamske zajednice - reis-ul-ulemu, izborno tijelo broji od 350 do 400 članova, a čine ga članovi Sabora, Rijaseta, glavni imami, muftije, rukovoditelji svih ustanova Islamske zajednice, osobe koje imaju legitimitet cijele zajednice iz Bosne i Hercegovine, Hrvatske, Slovenije, Sandžaka, Srbije, te dijaspore (Australija, Amerika, Europa). Bira se tajnim glasovanjem, a nakon izbora reis-ul-uleme Sabor Islamske zajednice imenuje Odbor za predaju menšure reis-ul-ulemi. Prilikom preuzimanja menšure reis-ul-ulema polaže zakletvu u Gazi Husrev-begovoj džamiji u Sarajevu i službeno stupa na dužnost. Ako je za reis-ul-ulemu ponovo izabran dotadašnji reis-ul-ulema svečanost obznanjivanja njegovog novog mandata obavlja se prema propisanom protokolu bez predaje nove Menšure. Mandat reis-ul-uleme traje sedam godina i sedmogodišnje razdoblje može se produžiti za još jedan mandat.
Vijeće muftija organ je Islamske zajednice za pitanja vjere. Vijeće muftija sastoji se od svih muftija u Islamskoj zajednici kojima je dodijeljena murasela reis-ul-uleme. Članovi Vijeća muftija su reis-ul-ulema, zamjenik reis-ul-uleme i sve muftije Islamske zajednice u Bosni i Hercegovini, muftije Mešihata IZ u Sloveniji, Srbiji, Hrvatskoj, Zapadnoj Europi, Sjevernoj Americi i Australiji. Muftija postaje član Vijeća imenovanjem za muftiju, a prestaje biti član Vijeća prestankom mandata muftije.
Ustavni sud Islamske zajednice u Bosni i Hercegovini najviše je tijelo za nadzor ustavnosti u radu organa i ustanova Islamske zajednice, a njegove članove imenuje Sabor Islamske zajednice na prijedlog Rijaseta. Članovi Ustavnog suda imenuju se iz reda istaknutih poznavatelja vjerskih i društveno-pravnih znanosti koji uživaju ugled u Islamskoj zajednici. Mandat članova Ustavnog suda traje šest godina i za to vrijeme oni ne mogu biti članovi predstavničkih tijela ni izvršnih organa Islamske zajednice i šestogodišnje razdoblje može se produžiti za još jedan mandat.
Islamska zajednica podijeljena je na muftijstva. Svako od njih ima svoga muftiju, koji upravlja na tom području. U zemljama izvan Bosne i Hercegovine nalaze se i mešihati koji predstavljaju vjerske i administrativno-upravne organe za područja koja pokrivaju. Muftijstva/mešihati dijele se na medžlise i džemate kao najmanje organizacijske odbore Islamske zajednice. Medžlis je osnovna organizacijska jedinica Islamske zajednice i obuhvaća pripadnike Islamske zajednice određenog područja koji čine povezanu cjelinu. O funkcioniranju medžlisa brine Izvršni odbor medžlisa na čijem su čelu predsjednik medžlisa i glavni imam. Džemat je manji skup muslimana određenog područja, okupljenih radi obavljanja molitve i vršenja vjerskih dužnosti, kao i radi neposrednog ostvarivanja prava i dužnosti. Džemat je niža organizacijska jedinica od medžlisa. U okvirima medžlisa i džemata djeluje i mekteb.

## Reis-ul-uleme
| Reis-ul-uleme |                                 |                |                |            |
| #             | Ime i prezime                   | Mandat započeo | Mandat završio | Napomena   |
| 1.            | Mustafa Hilmi ef. Hadžiomerović | 1882.          | 1893.          |            |
| 2.            | Mehmed Teufik ef. Azabagić      | 1893.          | 1909.          |            |
| -             | Ahmed Munib ef. Korkut          | 1909.          | 1910.          | naibu-reis |
| 3.            | hfz. Sulejman ef. Šarac         | 1910.          | 1912.          |            |
| -             | hfz. Mehmed Teufik ef. Okić     | 1912.          | 1914.          |            |
| 4.            | Mehmed Džemaluddin ef. Čaušević | 1914.          | 1930.          |            |
| 5.            | hfz. Ibrahim ef. Maglajlić      | 1930.          | 1936.          |            |
| -             | Salih Safvet ef. Bašić          | 1936.          | 1938.          | naibu-reis |
| 6.            | Fehim ef. Spaho                 | 1938.          | 1942.          |            |
| -             | Salih Safvet ef. Bašić          | 1942.          | 1947.          | naibu-reis |
| 7.            | Ibrahim ef. Fejić               | 1947.          | 1957.          |            |
| 8.            | Sulejman ef. Kemura             | 1957.          | 1975.          |            |
| 9.            | Naim ef. Hadžiabdić             | 1975.          | 1987.          |            |
| -             | Ferhat ef. Šeta                 | 1987.          | 1987.          | naibu-reis |
| 10.           | hfz. Husein ef. Mujić           | 1987.          | 1989.          |            |
| 11.           | Jakub ef. Selimoski             | 1989.          | 1993.          |            |
| 12.           | Mustafa ef. Cerić               | 1993.          | 2012.          |            |
| 13.           | Husein ef. Kavazović            | 2012.          | Trenutačno     |            |

## Muftijstva/ Mešihati
| Muftijstva          |                                                  |            |                                      |
| #                   | Naziv                                            | Sjedište   | Muftija                              |
| 1.                  | Bihaćki muftiluk                                 | Bihać      | muftija Mehmed ef. Kudić             |
| 2.                  | Zenički muftiluk                                 | Zenica     | muftija Mevludin ef. Dizdarević      |
| 3.                  | Tuzlanski muftiluk                               | Tuzla      | muftija Vahid ef. Fazlović           |
| 4.                  | Travnički muftiluk                               | Travnik    | muftija Ahmed ef. Adilović           |
| 5.                  | Sarajevski muftiluk                              | Sarajevo   | muftija Nedžad ef. Grabus            |
| 6.                  | Mostarski muftiluk                               | Mostar     | muftija Salem ef. Dedović            |
| 7.                  | Goraždanski muftiluk                             | Goražde    | muftija Remzija ef. Pitić            |
| 8.                  | Banjalučki muftiluk                              | Banja Luka | muftija Ismail. ef. Smajlović        |
| 9.                  | Vojni muftiluk                                   | Sarajevo   | muftija Nesib ef. Hadžić             |
| Mešihati            |                                                  |            |                                      |
| 1.                  | Mešihat Islamske zajednice u Hrvatskoj           | Zagreb     | muftija Aziz ef. Hasanović           |
| 2.                  | Mešihat Islamske zajednice u Republici Sloveniji | Ljubljana  | muftija Nevzet ef. Porić             |
| 3.                  | Mešihat Islamske zajednice u Srbiji              | Novi Pazar | muftija Mevlud ef. Dudić             |
| Dijaspora           |                                                  |            |                                      |
| 1.                  | Islamska zajednica Bošnjaka u Zapadnoj Europi    | Wiesbaden  | Senaid ef. Kobilica                  |
| 2.                  | Islamska zajednica Bošnjaka u Australiji         | Sydney     | muftija Jasmin ef. Bekrić            |
| 3.                  | Islamska zajednica Bošnjaka Sjeverne Amerike     | Washington | muftija Sabahudin ef. Ćeman          |
| Autonomna zajednica |                                                  |            |                                      |
| 1.                  | Tarikatski centar u Bosni i Hercegovini          | Sarajevo   | šejh-ul-mešaih Ćazim ef. Hadžimejlić |

## Ustanove
Ustanove koji djeluje u sklopu Islamske zajednice u Bosni i Hercegovini su:

### Mektebi
- Mektebi djeluju na području džemata, u sklopu svakog medžlisa

### Medrese
- Gazi Husrev-begova medresa u Sarajevu, osnovana 1537.
- Behram-begova medresa u Tuzli, osnovana 1626.
- Karađoz-begova medresa u Mostaru, osnovana 1557.
- Elči Ibrahim-pašina medresa, u Travniku, osnovana 1706.
- Medresa Reis Džemaluddin ef. Čaušević u Cazinu, osnovana 1867.
- Medresa "Osman ef. Redžović" u Čajnom gradu, Visoko, osnovana 1992.
- Medresa Reis Ibrahim ef. Maglajlić u Banjoj Luci, obnovljena 2020.

### Fakulteti
- Fakultet islamskih znanosti u Sarajevu, osnovan 1977.
- Islamski pedagoški fakultet u Zenici, osnovan 1993.
- Islamski pedagoški fakultet u Bihaću, osnovan 1995.

### Medija centar
- Islamske informativne novine - Preporod, osnovane u Sarajevu 1970.
- Muslimanska informativna novinska agencija - MINA, osnovana u Sarajevu 1991.
- Radiotelevizija Bir, osnovan u Sarajevu 2008.
- Preporod info, osnovan u Sarajevu osnovan 2019.

### Organizacije
- Udruga ilmijje, osnovana 1912.

### Druge ustanove
- Gazi Husrev-begova knjižnica, osnovana u Sarajevu 1537.
- Vakufska direkcija, osnovana 1883.
- Nakladnička kuća El-Kalem, osnovana u Sarajevu 1973.
- Agencija za certificiranje halal kvalitete, osnovana u Tuzli 2005.
- Institut za islamsku tradiciju Bošnjaka, osnovan u Sarajevu 2008.

Također, na području mešihata Islamske zajednice, nalaze se ustanove za područje tih mešihata.

## Logoi
- IZBiH (1993.-2015.)
- IZBiH (2015.-)